# Los Cinco y el tesoro de la isla
Los Cinco y el tesoro de la isla  (en inglés Five on a treasure island) es el primer libro de la serie Los Cinco de Enid Blyton, editado en 1942.

## Argumento
Llegan las vacaciones para los pequeños Julián,Dick y Ana, pero el repentino viaje de negocios de sus padres a Escocia los obliga a viajar a Kirrin para pasar el verano con sus tíos Quintín y Fanny y su recién conocida prima Georgina (Jorgina). Sin embargo, nada más llegar chocan de frente con el genio de su prima, a la que tendrán que aprender a tratar como un chico. No tardarán en ganarse su confianza y conocer a Tim, su perro y mejor amigo, cuya existencia mantiene en secreto por temor a su padre.
La otra gran pasión de Jorge es la isla de Kirrin. En realidad la isla pertenece a su madre, pero esta se la cedió a Jorge para contentarla. Se trata de un islote con arrecifes a la que muy pocos saben llegar. Allí se encuentran las ruinas de un viejo castillo habitadas por millares de conejos. Sin embargo, esta isla guarda muchos secretos y sorpresas.
Tras una titánica tormenta, un barco naufragado hacía tiempo de un antepasado de Jorge, sale a flote y encalla en las rocas cercanas a la isla. Los Cinco deciden explorarlo y encuentran un mapa de la isla y la historia de un tesoro perdido. Pero al llegar a casa descubren que los padres de Jorge han decidido vender la isla, lo que les provoca una gran decepción a los chicos y un gran enfado a Jorge, aunque no abandonarán su aventura.
Cuando vuelven a la isla y empiezan a buscar la entrada de las mazmorras, se encuentran con un laberinto de túneles húmedos. Jorge y Julián logran encontrar el tesoro con tan mala suerte que se topan con los nuevos dueños, que pretendían robar el tesoro y que no tienen problema en encerrar a los niños en una de las jaulas. Sin embargo, Dick logra deslizarse por un antiguo pozo, rescatar a sus amigos, cerrar la salida de las mazmorras con los malhechores dentro y acudir a la policía. 
Los niños consiguen el tesoro y Jorge su isla. Así nace una profunda amistad que los acompañará en numerosas aventuras.